# Гулд, Гарольд
Гарольд Гулд (англ. Harold Gould, настоящее имя Гарольд Вернон Гольдштейн, англ. Harold Vernon Goldstein, 10 декабря 1923 — 11 сентября 2010) — американский актёр.

## Биография
Родился в еврейской семье. Его отец Луи Гольдштейн был почтовым работником, а мать Лилиан Гольдштейн — домохозяйкой. В 1947 году окончил педагогический колледж в Олбани (ныне — Университет штата Нью-Йорк в Олбани). В 1953 году получил степень доктора наук в области искусства Корнеллского университета.
Дебютировал в 1955 году в роли Томаса Джефферсона в постановке The Common Glory в Уиллиамсбурге (Вирджиния). В 1956—1960 годах — профессор драматического искусства Университета Калифорнии.
Свою кинокарьеру начал в 1959 году с эпизодической роли в фильме «Неприкасаемые». Затем стал играть более значительные роли: «Час Альфреда Хичкока», «Доктор Килдэр», «Беглец», «Внутренний мир Дейзи Клоувер», «Я мечтаю о Джинни» и других. Много снимался в телесериалах.
В 1975 году снялся у Вуди Аллена в картине «Любовь и Смерть» в роли князя Антона, затем сыграл злодея в «Немом кино» (Silent Movie) режиссёра Мела Брукса, играл в сериале «Семья». Актёр выдвигался на «Эмми» за роли в фильмах: Rhoda, Mrs. Delafield Wants to Marry and Moviola. В 1990-х—2000-х годах сыграл в «Далласе», «Лоис и Кларк: Новые приключения Супермена», «Полицейских на велосипедах», «Реквиеме мафии», «Короле Квинса», «Мастере перевоплощения», «Чумовая пятница» и других популярных фильмах и сериалах.
Помимо кино, играл в бродвейских постановках.